# پنجاه-شصت
«پنجاه شصت» (به انگلیسی: Fifty-Sixty) تک‌آهنگی از هنرمند اهل فرانسه آلیزه ژاکوته است که در سال ۲۰۰۸ میلادی منتشر شد.